# Corbeil-Essonnes
Corbeil-Essonnes [kɔʁbɛj ɛsɔn] ist eine französische Stadt und Gemeinde mit 53.712 Einwohnern (Stand 1. Januar 2022) im Département Essonne und der Region Île-de-France. Sie gehört zum Arrondissement Évry und zum Kanton Corbeil-Essonnes. Corbeil-Essonnes liegt am Ufer der Seine und der Essonne, die dort in die Seine fließt. Die Bevölkerung ist traditionell durch die Industriearbeiterschaft geprägt, in neuerer Zeit auch durch einen hohen Anteil von Einwanderern aus Portugal, der Türkei, Algerien und Subsahara-Afrika.

## Geschichte
- Im Mittelalter war Corbeil ein beliebter Aufenthaltsort der königlichen Familie. Davon zeugt auch der Vertrag von Corbeil, der 1258 hier geschlossen wurde.
- Die französische Königin Ingeborg (1175–1236) wurde in der Abtei Saint-Jean-sur-l'Isle bei Corbeil begraben.
- Die französische Bezeichnung corbillard leitet sich vom Namen der Stadt Corbeil ab. Im Mittelalter wurde Paris aus dem Hafen von Corbeil mit flachen Schiffen, die man corbeillards nannte, mit Lebensmitteln versorgt. Während der Großen Pest wurden die Leichen mit ebendiesen Booten aus der Stadt evakuiert, deren Name seither zu einem Synonym für einen Leichenwagen wurde.
- 1800 wurde Corbeil eine Unterpräfektur des Départements Seine-et-Oise.
- 17. September 1840: Corbeil wird durch eine Eisenbahnlinie mit Paris verbunden. Bald schon entwickelt sich eine ansehnliche Industrie.
- 1951: Corbeil wird mit Essonnes, der Nachbarstadt, verschmolzen. Die neue Stadt heißt Corbeil-Essonnes.
- 1966: Die Stadt verliert ihren Status als Unterpräfektur, obwohl die Verwaltungsstellen bleiben. Die Präfektur des Départements Essonne wird provisorisch in Corbeil-Essonnes untergebracht, 1971 aber nach Évry verlegt.

## Bevölkerungsentwicklung
| Jahr      | 1962   | 1968   | 1975   | 1982   | 1990   | 1999   | 2011   | 2019   |
| Einwohner | 26.805 | 32.192 | 38.859 | 37.846 | 40.345 | 39.378 | 44.223 | 51.234 |

## Wirtschaft
- In Corbeil gibt es seit dem Mittelalter Gerbereien, ein Walzwerk, sowie Getreidemühlen (Grands moulins de Corbeil) für die Nahrungsmittelversorgung von Paris.
- Das Unternehmen Decauville hatte seine große Zeit in der Zuckerrübenverarbeitung ab 1875, vor allem während des Ersten Weltkriegs.
- Heute ist dort auch eine Fabrik des Halbleiterproduzenten X-FAB (ehemals Altis Semiconductor) ansässig.

## Politik
Politisch dominieren bei regionalen und nationalen Wahlen linke Parteien (PS, PCF). Der Bürgermeister der Gemeinde wurde aber über mehrere Jahre von der konservativen UMP gestellt: Von 1995 bis 2009 war dies der Medienunternehmer Serge Dassault, von 2009 bis 2020 Jean-Pierre Bechter. 2020 gewann eine linke Liste unter Führung von Bruno Piriou die Mehrheit der Stimmen und dieser wurde damit zum neuen Bürgermeister.

## Sehenswürdigkeiten
- Die Kathedrale Saint-Spire (957–15. Jahrhundert), die gebaut wurde, um die Reliquien von Exuperius von Bayeux aufzunehmen. Sie ist seit 1840 Monument historique.
- Die alte Pulvermühle, 1628 aufgrund einer Explosion erwähnt; eine weitere Explosion am 5. Juli 1745 kostete 40 Opfer. Die Pulvermühle schloss 1822, die Gebäude wurde in Spinnereien umgebaut, dann in Getreide- und Kakaomühlen. In dieser Pulvermühle war Antoine Laurent de Lavoisier tätig, im Jahre 1775 wurde er zum Inspekteur über die Schießpulverfabriken ernannt, Comité des Poudres et Salpêtres. Ferner arbeitete Eleuthère Irénée du Pont, der später in den Vereinigten Staaten das Unternehmen DuPont gründete, als Chemikant für Lavoisier.
- Markthalle, erbaut 1893

Siehe auch: Liste der Monuments historiques in Corbeil-Essonnes

## Städtepartnerschaften
- East Dunbartonshire (Großbritannien)
- Belinho (Portugal)
- Sindelfingen (Deutschland)
- Alzira (Spanien)

## Persönlichkeiten
- Michel de Corbeil (um 1145–1199), Geistlicher
- Pierre de Corbeil (um 1150–1221 oder 1222), Theologieprofessor
- Jacques-Henri Bernardin de Saint-Pierre (1737–1814), Schriftsteller, Schüler Jean-Jacques Rousseaus und Vorläufer der Romantik, berühmt vor allem für seinen Roman Paul et Virginie (1787), wohnte einige Zeit in Essonnes.
- Félicien Rops (1833–1898), Maler und Illustrator, verbrachte hier die letzten 15 Jahre seines Lebens.
- Pierre Waldeck-Rousseau (1846–1904), Politiker, erwarb 1899 den Wohnsitz Castel Joli am Ufer der Seine. Er wohnte hier bis zu seinem Tod 1904.
- Alfred Jarry (1873–1907), bewohnte ein gemietetes Haus in der Nähe der Grands Moulins von 1873 bis 1907. Mit fünf seiner Freunde, den Valette, lebte er hier in einer Gemeinschaft, die sich Phalanstère de Corbeil nannte. Der Mietvertrag wurde aufgelöst als Folge von Gewehrschüssen, die Alfred Jarry abfeuerte.
- Lucile Saint-Simon (* 1932), französische Schauspielerin
- Bruno Mathieu (* 1958), Organist und Komponist, Titularorganist der Kathedrale.
- Frank Braley (* 1968), international renommierter Pianist und Kammermusiker, wurde in Corbeil-Essonnes geboren.
- Walid Regragui (* 1975), marokkanisch-französischer Fußballspieler und -trainer
- Malik Rumeau (* 1977), Szenarist und Dramaturg, wurde in Corbeil-Essonnes geboren.
- Hadi Sacko (* 1994), Fußballspieler
- Moussa Diallo (* 1997), Fußballspieler
- Louis Gilavert (* 1998), Leichtathlet
- PNL, Hip-Hop-Duo, das aus dem Problemviertel Les Tarterêts stammt.